# Филип I фон Ринек
Филип I фон Ринек „Стари“ (на немски: Philipp I von Rieneck „dem Älteren“; * ок. 1435; † 5 декември 1488) е граф на Ринек, цу Грюнсфелд, Лауда и Вилденщайн.
Той е големият син на граф Томас II фон Ринек († 1431) и третата му съпруга графиня графиня Катарина фон Ханау († 1460), дъщеря на граф Райнхард II фон Ханау († 1451) и съпругата му Катарина фон Насау-Байлщайн († 1459).
По-малкият му брат е Филип Млади, цу Лор, Гемюнден, Брюкенау и Шилдек († 1497) е граф на графство Ринек, цу Лор, Гемюнден, Брюкенау и замък Шилдек. Полубрат е на Вилхелм III фон Хенеберг-Шлойзинген († 1480).
След смъртта на баща му майка му Катарина фон Ханау води управлението в графство Ринек като опекун на малолетните си деца. След нейната втора женитба за граф Вилхелм II фон Хенеберг-Шлойзинген († 1444), опекунството поема брат ѝ граф Райнхард III фон Ханау († 1452).
Граф Филип Стари фон Ринек преписва през 1487 г. Амт Грюнсфелд на дъщеря си Доротея и на нейния съпруг ландграф Фридрих IV фон Лойхтенберг.

## Фамилия
Филип I Стари се жени за палцграфиня Амалия фон Пфалц-Мозбах (* 15 май 1483; † 15 май 1483), дъщеря на пфалцграф Ото I фон Пфалц-Мозбах († 1461) и съпругата му принцеса Йохана Баварска-Ландсхут († 1444). Те имат една дъщеря:
- Доротея фон Ринек фрау фон Грюнсфелд и Лауда († 24 март 1503), наследничка на господство Грюнсфелд, омъжена I. на 2 октомври 1467 г. за ландграф Фридрих IV фон Лойхтенберг († 1487), II. 1489 г. за граф Еразмус/Азмус фон Вертхайм († 1509)